# Парадув
Парадув (пол. Paradów) — село в Польщі, у гміні Поґожеля Гостинського повіту Великопольського воєводства.
Населення — 58 осіб (2011).
У 1975-1998 роках село належало до Лешненського воєводства.

## Демографія
Демографічна структура станом на 31 березня 2011 року:
|          | Загалом | Допрацездатний вік | Працездатний вік | Постпрацездатний вік |
| -------- | ------- | ------------------ | ---------------- | -------------------- |
| Чоловіки | 27      | 6                  | 19               | 2                    |
| Жінки    | 31      | 9                  | 19               | 3                    |
| Разом    | 58      | 15                 | 38               | 5                    |